# Termes-d'Armagnac
Termes-d'Armagnac é uma comuna francesa na região administrativa da Occitânia, no departamento de Gers. Estende-se por uma área de 10.05 km², e possui 190 habitantes, segundo o censo de 2018, com uma densidade de 19 hab/km².